# Bastrop (Teksas)
Bastrop – miasto będące siedzibą hrabstwa Bastrop. Znajduje się w Stanach Zjednoczonych, w stanie Teksas, w hrabstwie Bastrop, nad rzeką Colorado. W 2000 roku liczyło 5340 mieszkańców.